# 高槻市立安岡寺小学校
高槻市立安岡寺小学校（たかつきしりつ あんこうじしょうがっこう）は、大阪府高槻市安岡寺町一丁目にある公立小学校。

## 沿革
- 1976年4月1日 - 開校
- 同5月 - PTA設立
- 1977年3月22日 - 校歌・校章発表
- 1978年4月1日 - 養護学級開設
- 1998年1月 - コンピュータルーム完成

## 交通アクセス
- JR京都線 高槻駅 から 高槻市営バス上の口行きで、学園前停留所下車、徒歩約5分。